# Michael Wiseman
Michael Wiseman (24 de junio de 1977) es un deportista australiano que compitió en remo. Ganó dos medallas en el Campeonato Mundial de Remo, en los años 1997 y 2000, ambas en la prueba de ocho con timonel ligero.

## Palmarés internacional
| Campeonato Mundial | Campeonato Mundial     | Campeonato Mundial | Campeonato Mundial      |
| Año                | Lugar                  | Medalla            | Prueba                  |
| ------------------ | ---------------------- | ------------------ | ----------------------- |
| 1997               | Aiguebelette (Francia) | Medalla de oro     | Ocho con timonel ligero |
| 2000               | Zagreb (Croacia)       | Medalla de bronce  | Ocho con timonel ligero |